# Pterolepis korsakovi
Pterolepis korsakovi is een rechtvleugelig insect uit de familie sabelsprinkhanen (Tettigoniidae). De wetenschappelijke naam van deze soort is voor het eerst geldig gepubliceerd in 1942 door Boris Petrovich Uvarov.